# 方斯代尔 (阿拉巴马州)
方斯代尔（英語：Faunsdale）是美国阿拉巴马州下属的一座城市。面积约为0.28平方英里（约合0.72平方公里）。根据2010年美国人口普查，该市有人口98人，人口密度为353.79/平方英里（约合136.11/平方公里）。